# شین کویامادا
شین کویامادا (انگلیسی: Shin Koyamada؛ زادهٔ ۱۰ مارس ۱۹۸۲) یک رزمی کار در رشته تکواندو و هنرپیشه اهل ژاپن است. وی از سال ۲۰۰۲ میلادی تاکنون مشغول فعالیت بوده‌است.
از فیلم‌ها یا برنامه‌های تلویزیونی که وی در آن نقش داشته است می‌توان به آخرین سامورایی و پادشاه یوکای اشاره کرد.